# Nina Radovanovic
Nina Radovanovic (* 22. Oktober 2003) ist eine französische Tennisspielerin.

## Karriere
Radovanovic spielt überwiegend auf Turnieren der ITF Women’s World Tennis Tour, bei denen sie bislang vier Einzel- und vier Doppeltitel gewinnen konnte.
Im Februar 2021 erreichte sie mit ihrer Partnerin Sopiko Zizkischwili das Finale im Damendoppel in Monastir, wo sie gegen Linda Fruhvirtová und Marija Timofejewa mit 1:6 und 2:6 verloren.
2022 spielte Radovanovic ihr erstes Turnier auf der WTA Tour, als sie in der Qualifikation zu den Open 6ème Sens Métropole de Lyon antrat.

## Turniersiege

### Einzel
| Nr. | Datum            | Turnier  | Kategorie | Belag     | Finalgegnerin      | Ergebnis |
| --- | ---------------- | -------- | --------- | --------- | ------------------ | -------- |
| 1.  | 12. Februar 2023 | Monastir | ITF W15   | Hartplatz | Chiraz Bechri      | 6:3, 6:0 |
| 2.  | 19. März 2023    | Monastir | ITF W15   | Hartplatz | Kylie McKenzie     | 6:2,6:3  |
| 3.  | 23. April 2023   | Monastir | ITF W15   | Hartplatz | Vereinigte Staaten | 7:5, 7:5 |
| 4.  | 20. Oktober 2024 | Monastir | ITF W15   | Hartplatz | Josy Daems         | 6:3, 6:1 |

### Doppel
| Nr. | Datum           | Turnier    | Kategorie | Belag     | Partnerin        | Finalgegnerinnen                        | Ergebnis |
| --- | --------------- | ---------- | --------- | --------- | ---------------- | --------------------------------------- | -------- |
| 1.  | 2. April 2022   | Monastir   | ITF W15   | Hartplatz | Yasmine Mansouri | Wang Meiling Yao Xinxin                 | 7:5, 6:3 |
| 2.  | 11. Juni 2022   | Banja Luka | ITF W15   | Sand      | Katarína Kužmová | Laura Böhner Giorgia Pinto              | 6:4, 6:2 |
| 3.  | 15. April 2023  | Monastir   | ITF W15   | Hartplatz | Naïma Karamoko   | Yvonne Cavalle-Reimers Teja Tirunelveli | 7:5, 6:4 |
| 4.  | 13. Januar 2024 | Monastir   | ITF W15   | Hartplatz | Yasmine Mansouri | Nina Vargová Radka Zelníčková           | 6:4, 6:2 |